# 스트릿 잼
스트릿 잼(Street Jam)은 2000년도부터 시작된 한국 최대의 Arts Performance Contest & Dance Festival이며 Freedom, Peace, Love의 철학을 가진 대회이다.
이 스트릿 잼은 셀때 주로 Vol(volume)을 이용하여 Vol.1, Vol.2와 같이 나타내고 2012년 12월 기준으로 가장 최근에 개최된 것이 올해 개최된 Street Jam vol.10이다. 이 대회는 윤상용씨가 운영하고 있다.
스트릿 잼은 2000년도부터 2012년까지 13년간 이어져 왔으며 처음에는 Street Dance로 시작하였지만 현재는 Street Dance 외에 다른 무용 장르에서도 다양하게 참여하고 있으며 Youtube 및 소셜 미디어 시청자들의 많은 시청으로 전 세계 댄서들에게 많이 알려지게 되었다.현재까지 이 댄스 대회를 통해 프리픽스, 소울시스터즈, 애니메이션 크루, Brand New Mind(전 k.o.g.s), 위너스크루, 오리지널리티, 묘성, 라스트포원, 프리미어(스트리츠), Morning of Owl, 익스프레션, 드리프터즈, 리버스크루, 큐브사운드등 수많은 세계적인 댄스크루들이 세계에 소개되고 멋진 활약을 펼쳤다.
이 스트릿잼은 Vol.6때 상금이 걸린 대회가 아닌 댄서들이 나와서 퍼포먼스를 하는 자유로운 Festival 형식으로 바뀌었었다. 심사위원들간의 각기 다른 성향과 순위를 중요시하는 경쟁적인 형태에서 탈피하여 좀 더 자유로운 춤의 교류의 장이 되었으면 하는 바램에서 스트릿 잼은 5년동안 Festival 형식으로 진행되었다. 그러나 5년 뒤에 열린 Vol.9부터는 1년에 두 번 열리는 목적을 갖고 대회로 다시 바뀌었다. 스트릿 잼을 상반기와 하반기에 한번씩 열면서 상반기에는 대회를 목적으로 열고 하반기에는
streetjam에서 오랜 활약을 했던 팀들과 입상경험이 있는 팀들로 구성 하여 공연으로만 열릴 예정이다.
전 세계적으로도 스트릿 잼과 유사한 대회가 많이 개최되고 있는데 스트릿 잼이 이렇게 많은 나라에서 인기를 얻게 된 이유는 다른 국제적 댄스 컴페디션과는 달리 퍼포먼스에 예술성뿐만 아니라 공연 안에서 내용을 풀어나가는 댄스가 한국에서는 자리 잡게 되어 태크닉적으로만 보여주는 다른 국제대회와 차별화되었기 때문이다.
또 하나의 큰 특징은 이 스트릿 잼에서는 Dance Contest뿐만 아니라 DJ, 그림전시, 영상도 볼 수 있다.

## 연혁
1. 2000.08	Street Dance vol.1 잠실 게스트: usa 일렉트릭부갈루 관객:1000, 참가 팀: 20팀
2. 2001.01	Street Jam vol. 1 클럽 쏠트레인 게스트: 한국댄서들 ,관객:500 참가 팀 50팀
3. 2001.02	Street Jam vol. 2 클럽 쏠트레인 게스트: (Electric Boogaloos) ,관객:600 ,참가 팀: 70 팀
4. 2001.06	Street Jam Daegu vol.1 밀리오레 게스트: k-ogs , 관객:500 ,참가 팀: 40팀
5. 2001.07	Street Jam vol. 3 클럽 쏠트레인 게스트: 일렉트릭 트릭 트러블 ,관객:1000 ,참가팀 50 팀
6. 2001.08	17 Bboy Jam vol. 1 남대문
7. 2001.01	Street Jam Block Party Show 남대문 매사팝콘홀 게스트:한국댄스팀, 관객:500 ,참가팀40 팀
8. 2001.12	故김시랑군 추모행사 남대문 매사팝콘홀 게스트: 주석외 mp,한국댄서들 ,관:700 ,참가팀 40팀
9. 2001.12	Top of the Top Preliminary 남대문 매사팝콘홀 ,관:1000 ,참가팀 60팀
10. 2002.01	Top of the Top vol.1 Finals 남대문 매사팝콘홀 게스트:한국댄서들 ,참가팀 팀
11. 2002.05.10 Street Jam in BUSAN 부산 밀리오레 게스트:일본 스택스 그루브 한국댄서들, 관객:1000 ,참가팀30 팀
12. 2002.05.24 Street Jam party vol.1 홍대 클럽 툴 게스트:일본 스택스그루브 ,관:500 ,참가팀 20팀
13. 2002.05.25 25 Street Jam in SEOUL 남대문 매사팝콘홀 게스트:비밥크루 ,관:1000 ,참가팀 50 팀
14. 2002.08.03 Street Jam FINAL 2002 남대문 매사팝콘홀 게스트:Poppin Taco (Electric Boogaloos) Sugar Pop (Electric Boogaloos) ,관:1000 ,참가팀 50팀
15. 2003.01.03 Top of the top vol. 2 남대문 매사팝콘홀 게스트: Whoofers(KOREA) Electric Trouble(JAPAN) ELECTRIC BOOGALOOS(U.S.A),관:1000 ,참가팀50팀
16. 2003.07.26 Top of the top vol. 2 남대문 매사 팝콘홀 게스트: Whoofers(KOREA) Electric Trouble(JAPAN) ELECTRIC
17. 2003.12.05 STREET JAM SEOUL VOL.3 남대문 매사팝콘홀 게스트: 미국 스트레치 트위티 일본 신짱 바츠,트위티 ,관:1000 ,참가 팀 50팀
18. 2003.12.13/14 2003 Speed Avenue Festival Street Dance Battle Hongdae Nori-tuh 홍대 놀이터 게스트:한국댄서들 ,관:2000 ,참가 팀 30팀
19. 2003.07.26 Street Jam vol 3 남대문 매사팝콘홀 게스트:ko area,g-tribute,kogs+xtac,bopsterscat,일본hiro pino ,관:1000 ,참가팀 50 팀
20. 2004.03.28 2004 Underground Jam vol.1 클럽 언더그라운드 게스트:HELLS ANGELS, K-OGS , G-TRIBUTE ,관:300 ,참가팀 20팀
21. 2004.05.02 Underground Jam vol.2 5월2일 일요일 클럽 언더그라운드 게스트:한국 댄스팀 ,관:400 ,참가팀 30 팀
22. 2004.06.20 Underground Jam Vol.3 클럽 언더그라운드 게스트:jazz in the house ,관:400 ,참가팀 30 팀
23. 2004.08.15 Underground Jam vol.4 클럽 언더그라운드 게스트:girls poppers question ,관:400 ,참가팀 30팀
24. 2004.09.07 Jam park (안산 별망성 공연) 게스트:한국 댄스팀30팀 ,관:3000 ,
25. 2005.01.30 Street Jam vol.5 예선 남대문 매사팝콘홀 게스트: Caleaf,描聲 , Team house rules , Golila Crew , korea dancers + 미애
26. 2007.08.19 Street Jam vol.6 매사 팝콘홀 관:1200 출전팀45?
27. 2008.09.20 China Street Jam vol.1 (베이징 음악학교) 관람객1000명 참가팀50팀
28. 2009.09.19 Korea Street Jam vol.7(왁스홀) 관람객1000명 참가팀60팀
29. 2010.10.19 Street Jam vol 8 12,30-31(대학로 문예회관 아르코 예술극장) 관람객1400명 참가팀60팀
30. 2011.09.30 Street Jam vol.9 (디큐브 씨티 야외극장) 관람객1000명 참가팀 50팀[3]
31. 2012.02.05 Street Jam vol.10 (AX-KOREA) 관람객1000명 참가팀 51팀[2]

## 역대 수상자들
| Street Jam | Prize | Team | Genre |
| ---------- | --- | --- | --- |
| Vol.10     | Winner | Monster Woo Fam (공연: Monster Woo Fam)                                                                                          | Krump |
| Vol.10     | 2nd | Winners Crew (공연: Real Popping)                                                                                                | Poppin |
| Vol.10     | 3rd | Originality Khan & Moon (공연: Stay Funky)                                                                                       | Locking |
| Vol.10     | Special Awards | Art Farmers (공연: Farmer's one day)                                                                                             | Animation(Poppin) |
| Vol.10     | Special Awards | Da Queenz (공연: Enjoy) | Freestyle |
| Vol.10     | Special Awards | Funky Fire (공연: India) | Waacking |
| Vol.10     | Special Awards | Great Poppers (공연: Crunk Poppers)                                                                                              | Poppin |
| Vol.10     | Special Awards | Lady Bounce (공연: Fresh Start)                                                                                                  | Hiphop & Krump |
| Vol.9      | Winner | Cube Sound (공연: Darkness Beginning)                                                                                            | Style Hiphop |
| Vol.9      | 2nd | Originality Khan & Moon (공연: Stay Strong)                                                                                      | Locking |
| Vol.9      | 3rd | Great Poppers (공연: Ground Score)                                                                                               | Poppin |
| Vol.9      | Special Awards | Art Farmers (공연: 최후의 만찬)                                                                                                  | Animation(Poppin) |
| Vol.9      | Special Awards | The.B (공연: The Best Dynamic)                                                                                                   | Poppin |
| Vol.9      | Special Awards | Soul Sistaz (공연: Rhythmical Train)                                                                                             | Soul & Waacking |
| Vol.8      | 심사위원들간의 각기 다른 성향과 순위를 중요시하는 경쟁적인 형태에서 탈해보고자하여 대회에서 페스티벌로 바꾸면서 입상을 없앴었다. | 심사위원들간의 각기 다른 성향과 순위를 중요시하는 경쟁적인 형태에서 탈해보고자하여 대회에서 페스티벌로 바꾸면서 입상을 없앴었다. | 심사위원들간의 각기 다른 성향과 순위를 중요시하는 경쟁적인 형태에서 탈해보고자하여 대회에서 페스티벌로 바꾸면서 입상을 없앴었다. |
| Vol.7      | 심사위원들간의 각기 다른 성향과 순위를 중요시하는 경쟁적인 형태에서 탈해보고자하여 대회에서 페스티벌로 바꾸면서 입상을 없앴었다. | 심사위원들간의 각기 다른 성향과 순위를 중요시하는 경쟁적인 형태에서 탈해보고자하여 대회에서 페스티벌로 바꾸면서 입상을 없앴었다. | 심사위원들간의 각기 다른 성향과 순위를 중요시하는 경쟁적인 형태에서 탈해보고자하여 대회에서 페스티벌로 바꾸면서 입상을 없앴었다. |
| Vol.6      | 심사위원들간의 각기 다른 성향과 순위를 중요시하는 경쟁적인 형태에서 탈해보고자하여 대회에서 페스티벌로 바꾸면서 입상을 없앴었다. | 심사위원들간의 각기 다른 성향과 순위를 중요시하는 경쟁적인 형태에서 탈해보고자하여 대회에서 페스티벌로 바꾸면서 입상을 없앴었다. | 심사위원들간의 각기 다른 성향과 순위를 중요시하는 경쟁적인 형태에서 탈해보고자하여 대회에서 페스티벌로 바꾸면서 입상을 없앴었다. |
| Vol.5      | Winner | Prepix (공연: Mirror Story) | Style Hiphop |
| Vol.5      | 2nd | Morning of Owl (공연) | B-boying |
| Vol.5      | 3rd | Illusion (공연: Lose my breath & Girls)                                                                                          | Poppin |
| Vol.5      | 4th | K-OGS (공연) | Poppin |
| Vol.4      | 이때는 Underground Jam으로 변해 총 4번 열렸었다.                                                                                 | 이때는 Underground Jam으로 변해 총 4번 열렸었다.                                                                                 | 이때는 Underground Jam으로 변해 총 4번 열렸었다.                                                                                 |
| Vol.3      | Winner | Little Winners (공연 - Poppin DS & 미쓰에이 민)                                                                                  | Locking |
| Vol.3      | 2nd | X- TA'C (공연) | Poppin |
| Vol.3      | 3rd | Prepix (공연) | Hiphop |
| Vol.3      | 4th | K-OGS (공연) | Poppin |
| Vol.2      | Winner | X- TA'C | Poppin |
| Vol.2      | 2nd | 묘성 | All Genre |
| Vol.2      | 3rd | Variation | |
| Vol.2      | Special Award | Pas | |